# Обиньи-ан-Артуа
Обиньи-ан-Артуа (фр. Aubigny-en-Artois) — коммуна во Франции, регион О-де-Франс, департамент Па-де-Кале, округ Аррас, кантон Авен-ле-Конт. Расположена в 13 км к северо-западу от Арраса, в 12 км от национальной автомагистрали N 25, на обоих берегах реки Скарп.
Население (2017) — 1 466 человек.

## Достопримечательности
- Церковь Святого Кильена XVIII века
- Мемориалы Первой и Второй мировой войн

## Экономика
Уровень безработицы (2017) — 11,5 % (Франция в целом — 13,4 %, департамент Па-де-Кале — 17,2 %). 

Среднегодовой доход на 1 человека, евро (2017) — 20 260 (Франция в целом — 21 110, департамент Па-де-Кале — 18 610).

## Администрация
Администрацию Обиньи-ан-Артуа с 2001 года возглавляет социалист Жан-Мишель Десайи (Jean-Michel Desailly). На выборах 2020 года он был единственным кандидатом на пост мэра.

## Демография
Динамика численности населения, чел.